# Libra aligula
Libra aligula är en fjärilsart som beskrevs av William Schaus 1902. Libra aligula ingår i släktet Libra och familjen tjockhuvuden. Inga underarter finns listade i Catalogue of Life.